# Régiment de chars de combat
Un régiment de chars de combat (RCC) est une unité blindée de l'Armée de terre française. Ce type d'unité est créé dans l'entre-deux-guerres à partir des régiments d'artillerie spéciale de la Grande Guerre. Rattachés à l'origine à l'arme de l'infanterie, les RCC rejoignent en 1942 l'Arme blindée et cavalerie, créée par fusion des chars avec la Cavalerie.

## Historique de l'arme blindée française

### Première Guerre mondiale: l' « Artillerie spéciale »
En mai 1918, les bataillons de chars légers de l'artillerie d'assaut (ou artillerie spéciale), équipés de chars Renault FT, sont regroupés en régiments, les régiments d'artillerie d'assaut, dits RAS (régiments d'artillerie spéciale).

### Passage de l'artillerie à l'infanterie
Un décret du 13 mai 1920 rattache les chars à l'infanterie et les RAS deviennent des RCC.
Ils sont dissous à la mobilisation de 1939 et forment des bataillons de chars de combat (BCC), indépendants.

### L'Arme blindée et cavalerie
Fin 1942, les chars de combat et la cavalerie fusionnent pour former l'arme blindée et cavalerie. Le 501e régiment de chars de combat est recréé en 1943 à partir des compagnies de chars de combat des Forces françaises libres. Il est organisé comme les autres régiments de cavalerie blindée de la 2e division blindé.
D'autres régiments de chars de combat sont remis sur pied après la libération de la France.

## Les régiments
- 501e régiment de chars de combat
- 502e régiment de chars de combat
- 503e régiment de chars de combat
- 504e régiment de chars de combat
- 505e régiment de chars de combat
- 506e régiment de chars de combat
- 507e régiment de chars de combat
- 508e régiment de chars de combat
- 509e régiment de chars de combat
- 510e régiment de chars de combat
- 511e régiment de chars de combat
- 512e régiment de chars de combat
- 513e régiment de chars de combat
- 514e régiment de chars de combat
- 515e régiment de chars de combat
- 516e régiment de chars de combat
- 517e régiment de chars de combat
- 518e régiment de chars de combat
- 519e régiment de chars de combat
- 520e régiment de chars de combat
- 521e régiment de chars de combat
- 522e régiment de chars de combat